# Retirada de tropas estadounidenses de Afganistán
La retirada de tropas estadounidenses de Afganistán comenzó en mayo de 2021, las fuerzas de combate de los Estados Unidos terminaron su retirada total de Afganistán el 30 de agosto de 2021 con la evacuación de la fuerzas de la OTAN de Afganistán. La invasión estadounidense de Afganistán de 2001 —en coalición con otros países miembros de la OTAN— sobrevino después de los ataques terroristas del 11-S, y la guerra resultante se convirtió en el compromiso militar más largo de Estados Unidos.
El 29 de febrero de 2020, Estados Unidos y los talibanes firmaron un acuerdo de paz titulado "acuerdo para llevar la paz a Afganistán", también conocido como el acuerdo de Doha con disposiciones que incluyen la retirada de todas las tropas estadounidenses y de la OTAN regulares de Afganistán, una promesa de parte de los talibanes para evitar que Al-Qaeda siga operando en áreas bajo el control de los talibanes, y que se entable conversaciones entre los talibanes y el gobierno afgano. El acuerdo fue apoyado por Pakistán, Rusia y China y respaldado por unanimidad por el Consejo de Seguridad de las Naciones Unidas.
La administración del presidente Donald Trump acordó una reducción inicial de su nivel de fuerza de 13 000 a 8600 para julio de 2020, seguida de una retirada total el 1 de mayo de 2021 si los talibanes mantenían sus compromisos acordados en febrero de 2020. La administración del presidente Joe Biden anunció en abril de 2021 que continuaría con la retirada, con una fecha de finalización prevista para el 11 de septiembre de 2021.
La caída de Kabul, o liberación de Kabul para el talibán, corresponde a la toma de la capital de la entonces República Islámica de Afganistán por parte de los talibanes ocurrida el 15 de agosto de 2021 en el marco de la llamada ofensiva talibán de 2021, que siguió a la retirada de las tropas de la OTAN del país, y la Evacuación de Afganistán de 2021. Ese mismo día, el presidente Ashraf Ghani y altos funcionarios de su gobierno, así como el personal de las embajadas de varios países occidentales, abandonaron el país.
El 26 de agosto el ISIS-K cometió un atentado suicida en el aeropuerto de Kabul matando a más de 180 personas (incluidos 13 soldados estadounidenses).  El 29 de agosto una bomba estadounidense dirigida contra presuntos posibles atacantes al aeropuerto mató a siete niños y otros familiares.  La administración Biden inició una investigación.  Dos años más tarde, los padres de los soldados estadounidenses asesinados continuaban exigiendo el reporte.

## Antecedentes
En 2011, el presidente Barack Obama anunció que Estados Unidos se retiraría de Afganistán a finales de 2014, concluyendo la Operación Libertad Duradera. Aunque un número significativo de tropas estadounidenses se retiraron en 2014 y la Fuerza Internacional de Asistencia para la Seguridad (ISAF) de la OTAN había concluido, 9800 soldados estadounidenses permanecieron desplegados dentro de Afganistán durante la Operación Centinela de la Libertad, una parte de la posterior misión de Apoyo Decidido (RSM) de la OTAN.

## Retirada

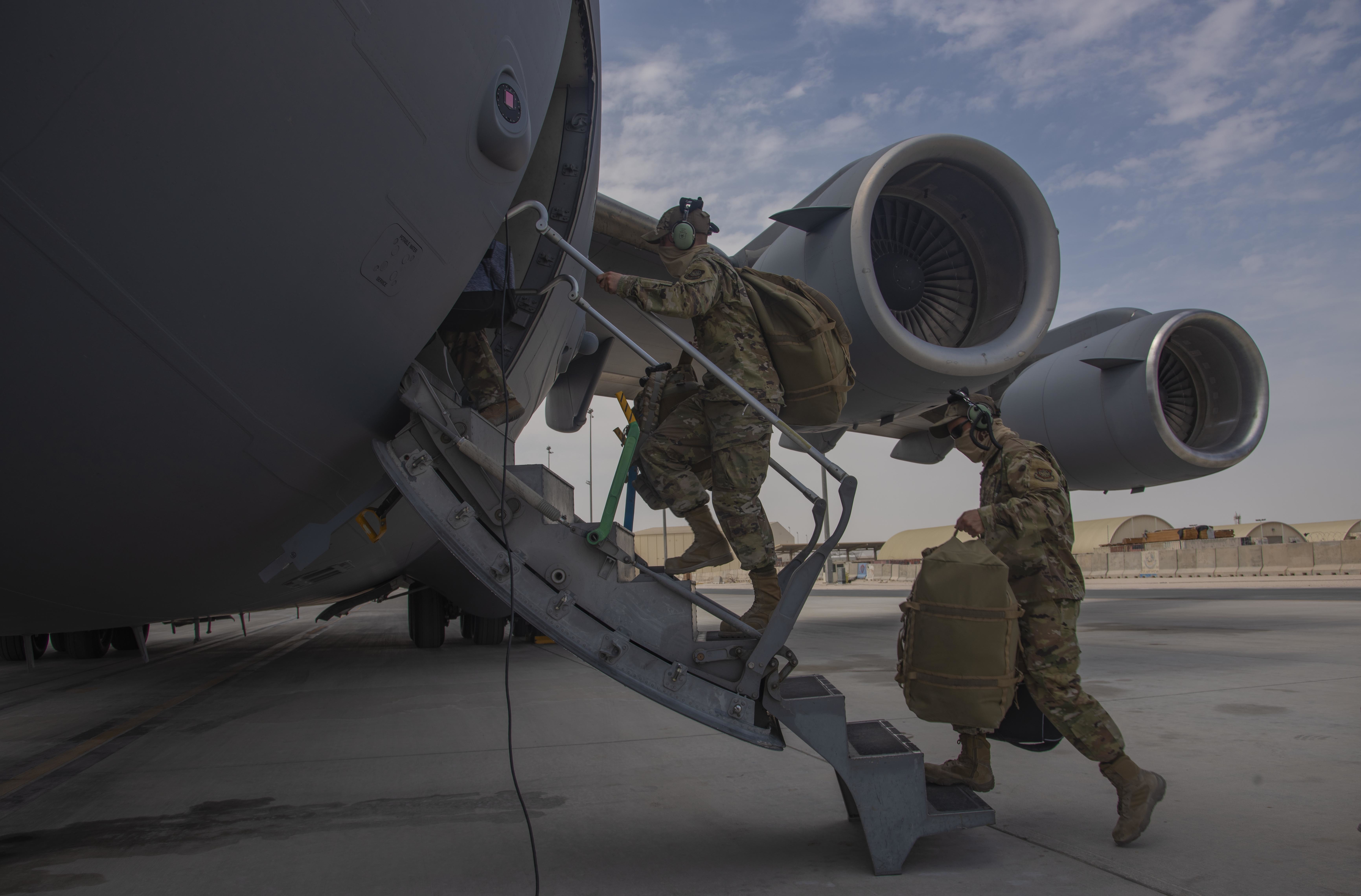
Aviadores estadounidenses a bordo de un C-17 Globemaster III en la base aérea de Al Udeid durante la retirada, el 27 de abril de 2021.

La administración Trump completó su reducción de fuerzas a 2500 soldados en enero de 2021, el número más bajo de soldados estadounidenses en Afganistán desde 2001. En enero de 2021, había más de siete contratistas por cada miembro del servicio militar estadounidense que permanecía en Afganistán, lo que asciende a más de 18 000 contratistas a partir de enero de 2021, según cifras del Comando Central de Estados Unidos.
El asesor de seguridad nacional del presidente entrante Joe Biden, Jake Sullivan, dijo en enero de 2021 que Estados Unidos revisaría el acuerdo de paz para retirar de manera efectiva a los 2500 soldados restantes de Afganistán. Joe Biden apoyó una retirada total en 2014, pero inicialmente no estaba claro si mantendría la fecha límite de retirada de Trump de mayo de 2021.
En marzo de 2021, los informes noticiosos indicaron que el presidente Joe Biden estaba considerando potencialmente mantener a las fuerzas estadounidenses en Afganistán hasta noviembre de 2021. Sin embargo, el 14 de abril, Biden anunció su intención de retirar todas las tropas estadounidenses regulares antes del 11 de septiembre de 2021, el vigésimo aniversario de los ataques del 11 de septiembre y cuatro meses después de la fecha límite inicialmente prevista para el 1 de mayo. El día antes del anuncio, Biden llamó a los expresidentes George W. Bush y Barack Obama con respecto a su decisión de retirarse.
El secretario de Estado Antony Blinken dijo que la decisión se tomó para concentrar los recursos en China y la pandemia de COVID-19. Tras la retirada, Estados Unidos está considerando opciones para el redespliegue de tropas, como la reubicación en buques de la Armada de Estados Unidos, países de Oriente Medio o países de Asia Central como Tayikistán.
El secretario general de la OTAN, Jens Stoltenberg, ha dicho que la Alianza no ha tomado una decisión sobre cómo proceder con respecto a la retirada. Se espera que el Reino Unido retire sus 750 tropas restantes de la Resolute Support Mission al mismo tiempo que el país norteamericano.

## Reacciones

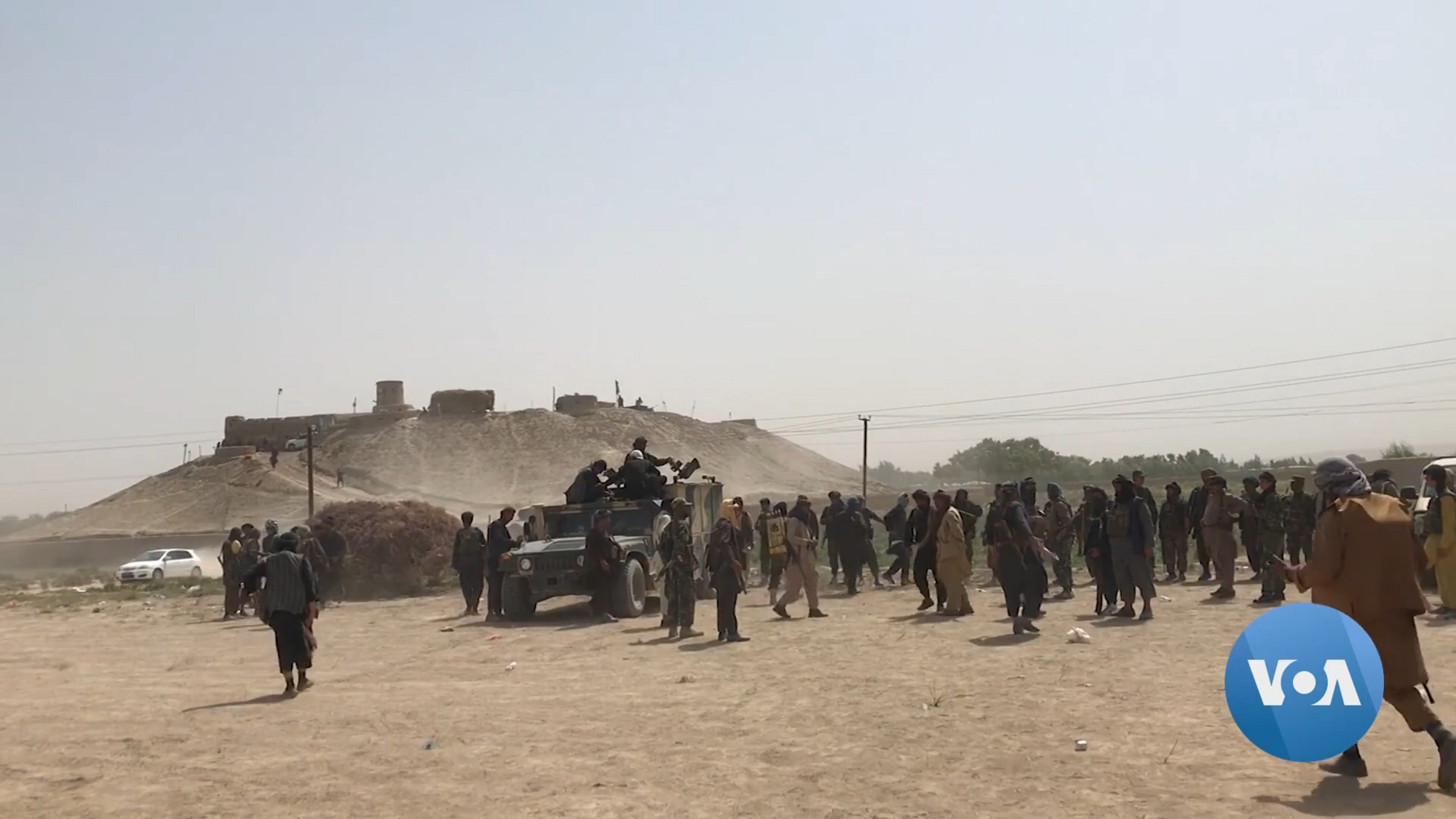
Las fuerzas afganas progubernamentales se reúnen en la provincia de Jowzjan durante la ofensiva talibán de 2021.

En el diálogo de Raisina, en Nueva Delhi (India), Mohammad Yavad Zarif, ministro de Relaciones Exteriores de Irán, dijo que la retirada era una medida bienvenida, y comentó además que las tropas extranjeras no pueden traer la paz a Afganistán. El expresidente Donald Trump elogió la decisión de Biden de continuar la retirada como «algo maravilloso y positivo que hacer». Sin embargo, también criticó a Biden por elegir el 11 de septiembre como el día de la retirada, sugiriendo que Biden debería retirarse antes, y que el 11 de septiembre «debería seguir siendo un día de reflexión y recuerdo en honor a esas grandes almas que perdimos». Varios senadores republicanos criticaron la retirada, como Mitch McConnell, Lindsey Graham y Jim Inhofe.
En junio la ex secretaria de Estado de los Estados Unidos, Hillary Clinton, dijo que había «consecuencias tanto previstas como no intencionadas de quedarse y de irse»; una de estas consecuencias, expresó, fue un colapso potencial del gobierno afgano, que resultaría en una toma del poder por los talibanes y una nueva guerra civil.
El 15 de agosto de 2021, las milicias talibanas consiguieron capturar la capital, Kabul, y anunciaron su intención de proclamar el restablecimiento del Emirato Islámico de Afganistán.